# راؤول ساندوفال
راؤول ساندوفال (بالإسبانية: Raúl Sandoval)‏ هو مغني مكسيكي، ولد في 5 يناير 1979.